# Return to Ommadawn
Return to Ommadawn je dvacáté páté studiové album britského multiinstrumentalisty Mika Oldfielda. Vydáno bylo v lednu 2017 vydavatelstvím Virgin EMI Records a v britském žebříčku dosáhlo nejvýše čtvrté pozice.

## Popis a historie
Zcela instrumentální album navazuje na jeho díla ze 70. let 20. století a zejména na desku Ommadawn z roku 1975. Je tvořeno jednou skladbou „Return to Ommadawn“, rozčleněnou na dvě části. Žánrově se pohybuje na rozmezí progresivního rocku a world music.
Oldfield jej nahrál zcela sám ve svém domácím studiu v bahamském Nassau mezi prosincem 2015 a listopadem 2016. Využil celkem 22 různých nástrojů.

## Seznam skladeb
| Pořadí         | Název                     | Autor          | Délka |
| -------------- | ------------------------- | -------------- | ----- |
| 1.             | Return to Ommadawn Pt. I  | Oldfield       | 21:10 |
| 2.             | Return to Ommadawn Pt. II | Oldfield       | 20:56 |
| Celková délka: | Celková délka:            | Celková délka: | 42:06 |

## Obsazení
- Mike Oldfield – akustická kytara, flamenco kytara, baskytara, akustická baskytara, elektrická kytara, mandolína, banjo, ukulele, keltská harfa, elektronické varhany, Hammondovy varhany, mellotron, syntezátor, clavioline, klavír, bodhrán, africké bubny, zvonkohra, irská píšťalka, zvukové efekty